# Pantserkameleon
De pantserkameleon (Brookesia perarmata) is een hagedis uit de familie kameleons (Chamaeleonidae).

## Naam en indeling
Het is een van de kortstaartkameleons uit het geslacht Brookesia. De wetenschappelijke naam van de pantserkameleon werd voor het eerst voorgesteld door Fernand Angel in 1933. Oorspronkelijk werd de wetenschappelijke naam Leandria perarmata gebruikt. De soortaanduiding perarmata slaat op de zware bepantsering van het dier.

## Uiterlijke kenmerken
De kameleon onderscheidt zich van andere kortstaartkameleons door de aanwezigheid van een duidelijke uitgroeisels aan de kop en een dubbele rij scherpe stekels aan de bovenzijde.

## Verspreiding en habitat
De kameleon komt endemisch voor in een klein gebied in westelijk Madagaskar. De habitat bestaat uit de strooisellaag van droge tropische en subtropische bossen. 's Nachts rust de kameleon in de lagere delen van struiken. De soort is aangetroffen op een hoogte van ongeveer honderd tot 430 meter boven zeeniveau.

## Beschermingsstatus
Door de internationale natuurbeschermingsorganisatie IUCN is de beschermingsstatus 'bedreigd' toegewezen (Endangered of EN).